# Glen St. Mary
Glen St. Mary – miasto w Stanach Zjednoczonych, w stanie Floryda, w hrabstwie Baker.